# ماركو غوميز
ماركو غوميز (بالإسبانية: Marco Gómez)‏ (27 أبريل 1984 بمدينة مكسيكو في المكسيك - ) هو لاعب كرة قدم مكسيكي في مركز الوسط. لعب مع نادي أمريكا ونادي سان لويس ونادي نيكاكسا وزاكاتيبيك وVenados F.C. ‏ وBallenas Galeana Morelos ‏ ونادي كيريتارو.

## وصلات خارجية
- ماركو غوميز على موقع قاعدة بيانات كرة القدم.إي يو (الإنجليزية)